# Harasupia bifurcata
Harasupia bifurcata är en insektsart som beskrevs av Nielson 1979. Harasupia bifurcata ingår i släktet Harasupia och familjen dvärgstritar. Inga underarter finns listade i Catalogue of Life.